# Takeo Miratsu
Takeo Miratsu (見良津 健雄?), född 15 februari 1960, död 5 september 2006, var en japansk kompositör med inriktning på datorspel och anime. Han var medlem i gruppen Twin Amadeus, som komponerade låtar till musikspelsserien Beatmania IIDX. Han dog i september 2006 på grund av levercancer vid 46 års ålder.

## Kompositioner och arrangemang

### Datorspel
- 1995 - Jumping Flash!
- 1996 - Jumping Flash! 2
- 1999 - Robbit Mon Dieu
- 1999 - Pocket MuuMuu
- 1999 - The Legend of Dragoon
- 2000 - Chase the Express

### Anime
- 1991 - Abashiri Family
- 1991 - Eiyuu Gaiden Mozaicka
- 1993 - Idol Defense Force Hummingbird
- 1995 - Battle Skipper
- 1996 - Ninja Cadets
- 1997 - Detatoko Princess
- 1998 - Himitsu no Akko-chan
- 1999 - Itsumo Kokoro ni Taiyō o!
- 2002 - Saikano